# HMS Zest (R02)
HMS Zest (R02/F102) là một tàu khu trục lớp Z được Hải quân Hoàng gia Anh Quốc chế tạo trong Chương trình Khẩn cấp Chiến tranh của Chiến tranh Thế giới thứ hai. Sống sót qua cuộc xung đột, nó được cải biến thành một tàu frigate nhanh chống tàu ngầm Kiểu 15 vào năm 1954, xếp lại lớp với ký hiệu lườn F102, và tiếp tục phục vụ cho đến khi ngừng hoạt động năm 1968 và bán để bị tháo dỡ năm 1970.

## Thiết kế và chế tạo
Zest được đặt hàng vào ngày 12 tháng 2 năm 1942 như một phần của Chi hạm đội Khẩn cấp 10. Nó được đặt lườn vào ngày 21 tháng 7 năm 1942 tại xưởng tàu của hãng John I. Thornycroft; được hạ thủy vào ngày 14 tháng 10 năm 1943; và nhập biên chế cùng Hải quân Hoàng gia Anh vào ngày 12 tháng 7 năm 1944.

## Lịch sử hoạt động
Zest phục vụ cùng Chi hạm đội Khu trục 2 và sau đó là cùng Chi hạm đội Khu trục 4 trong Chiến tranh Thế giới thứ hai.
Từ năm 1954 đến năm 1956, nó được cải biến tại Xưởng tàu Chatham thành một tàu frigate nhanh chống tàu ngầm Kiểu 15, và được mang ký hiệu lườn mới F102.
Từ năm 1956 đến năm 1958, Zest là soái hạm của Hải đội Huấn luyện 3. Trong giai đoạn 1964-1968, nó phục vụ tại Viễn Đông cùng Hải đội Hộ tống 24. Vào năm 1967, đang khi ở tại khu vực Tây Ấn, nó được bố trí đến St. Vincent như một biện pháp phòng ngừa vào lúc diễn ra cuộc bầu cử địa phương.
Vào tháng 7 năm 1968, Zest được đưa về lực lượng dự bị tại Plymouth; và đến năm 1969 nó được đưa vào danh sách loại bỏ, được bán cho hãng BISCO và bị tháo dỡ bởi hãng Arnott Young tại Dalmuir trên sông Clyde. Việc tháo dỡ bắt đầu từ ngày 18 tháng 7 năm 1970.